# Yamina Benguigui
Yamina Benguigui (nacida en Lille el 9 de abril de 1955) es una cineasta francesa y política de ascendencia argelina. Es conocida por sus películas sobre temas de género en la comunidad de inmigrantes del norte de África (tanto bereberes como árabes ) en Francia. A través de sus películas, Benguigui da voz a la población magrebí en Francia. 

## Vida
Los padres de Benguigui eran argelinos y emigraron a Francia desde Argelia a principios de la década de 1950. Nunca descubrió por qué sus padres decidieron abandonar Argelia, diciendo que el tema se consideraba tabú. Nacida en Lille, Benguigui era la mayor de seis hermanos y pasó su infancia en el norte de Francia. Describiéndose a sí misma como una niña tranquila que creció en la tradición islámica, Benguigui tenía solo 13 años cuando decidió convertirse en cineasta.  
Su padre era un líder político en el Movimiento Nacional de Argelia, y fue encarcelado en Francia durante tres años como preso político (  ha declarado que fue encarcelado en dos ocasiones separadas, y que toda su familia estuvo bajo arresto domiciliario ). Debido a que no la apoyó en su profesión elegida, Benguigui rompió el contacto con él desde el principio, solo para volver a tener relación con él a fines de 2001.  Después de dejar a la familia, su madre también se divorció de su padre.  Yamina Benguigui se casó con un pied-noir judío y tiene dos hijas.  

## Carrera
Después de cursar bachillerato fue a estudiar a  la escuela de cine, Benguigui colaboró después con el director francés Jean-Daniel Pollet . Más tarde, fundó "Bandit Productions" con el director Rachid Bouchareb . Si bien su trabajo consistió en un largometraje y cortometrajes, Benguigui es muy conocida por sus documentales, que fueron realizados principalmente en los años 90. Usa sus películas como herramienta para construir puentes entre la mayoría de los grupos minoritarios y los franceses, al sacar a la luz problemas sociales como los desafíos a los que se enfrentan los inmigrantes. Sin embargo, es importante tener en cuenta que Benguigui no representó a todas las voces y, a través de sus  películas y  las entrevistas, ignoró ciertas voces que no apoyaban el mensaje que enviaban sus películas.  
Benguigui realizó en 1994 el documental Femmes d'Islam que fue transmitido en France 2, pero posteriormente decidió que prefería analizar la experiencia de los inmigrantes en Francia en lugar de la vida en Argelia.
Su siguiente documental, Mémoires d'immigrés, l'héritage maghrébin, costó 50 millones de francos y fue el resultado de 350 entrevistas realizadas con inmigrantes en toda Francia. Después de un período de preparación de dos años y otros nueve meses de edición, se mostró por primera vez en mayo de 1997 en Canal + . Recibió críticas positivas y al mes siguiente  se presentó en los cines.
En 2001, Benguigui produjo Inch'Allah dimanche, que analiza más de cerca el papel que desempeña el género en el espacio de un hogar, específicamente en el de una mujer joven, Zouina y su familia. Las películas  hechas por hombres que tratan el tema del género representan a las mujeres argelinas como personajes secundarios, y Benguigui usó su película como una plataforma donde estas mujeres pueden expresarse como multifacéticas y Zouina puede dar a conocer su identidad fuera de las estrictas reglas establecidas por su esposo.
A partir de febrero de 2008, Benguigui  trabajó en una película titulada Le paradis, c'est complet!, protagonizada por Isabelle Adjani .
En las elecciones municipales francesas de marzo de 2008, Benguigui fue elegida para representar al distrito 20 de París en el consejo de la ciudad de París, donde se ocupaba en particular de los derechos humanos y la lucha contra la discriminación. Está asociada con el Partido Socialista .
El 16 de mayo de 2012, el presidente de Francia, François Hollande, la nombró para el cargo de ministra delegada para los ciudadanos franceses en el extranjero y relaciones con La Francofonía (países francófonos de todo el mundo) en el Ministerio de Asuntos Exteriores .
El 21 de junio de 2012, Yamina Benguigui fue confirmada como Ministra de la Francofonía en el Gobierno francés. El 30 de junio de 2012, el presidente francés Francois Hollande le pidió a Yamina Benguigui que sucediera al ex primer ministro francés Jean Pierre Raffarin como su representante autorizado ante la OIF

## Filmografía
- 1994: Femmes d'Islam [9]
- 1997: Mémoires d'immigrés, l'héritage maghrébin ( Memorias de los inmigrantes ) - Directora[19]
- 2001: Pimprenelle, en Pas d'histoires! ( ¡No  problemas! ) - Directora y guionista
- 2001: Inch'Allah Dimanche ( domingo de Inch'Allah ) - Directora y guionista
- 2003: Aïcha, Mohamed, Chaïb ... Engagés pour la France )[20]
- 2004: Le Plafond de verre ( El techo de cristal ) - Directora   y guionista[21]
- 2006: Les Défricheurs - Directora
- 2007: Cambiar el aspecto- Retrato n ° 5 - Directora[22]

## Premios

#### Mémoires d'immigrés, l'héritage maghrébin
- Festival Internacional de Programas Audiovisuales, premio Michel Mitrani[5]
- Festival Internacional de Cine de San Francisco, Premio Golden Gate[9]
- 7 d'Or, mejor documental (1997)[23]

#### Inch'Allah Dimanche
- Festival Internacional de Cine de Amiens, Premio OCIC y Premio de la Ciudad de Amiens (2001)[23]
- Festival Internacional de Mujeres Cineastas de Burdeos, Premio del Público y Golden Wave (2001)
- Festival Internacional de Cine de El Cairo, Golden Pyramid (2001)
- Festival Internacional de Cine de Marrakech, Golden Star (2001)
- Festival Internacional de Cine de Toronto, Premio Internacional de la Crítica ( FIPRESCI ) (2001)

## Honores
- 2002: Oficial de la Orden de las Artes y las Letras[24]
- 2003: Caballeror de la Orden nacional de la Legión de honor[25]
- 2003: Il Sigillo della Pace Price en Florencia, por Lifetime Achievement.[26]
- 2007: Oficial de la Orden Nacional del Mérito